# Jewgeni Nikolajewitsch Podkolsin
Jewgeni Nikolajewitsch Podkolsin (russisch Евгений Николаевич Подколзин; * 18. April 1936 in Lepsinsk, Kasachische ASSR, Russische SFSR; † 19. Juni 2003 in Moskau) war ein sowjetischer/russischer Offizier.
Von 1991 bis 1996 war Podkolsin als Generaloberst Oberbefehlshaber der sowjetischen bzw. russischen Luftlandetruppen.
Er ist auf dem Friedhof Trojekurowo in Moskau bestattet.